# 陶正德
陶正德（1931年—2015年5月12日），男，湖南靖县人，中国耳鼻喉科学家，曾任湖南医学院教授、博士生导师。